# Вилли (Арденны)
Вилли́ (фр. Villy) — коммуна во Франции, находится в регионе Шампань — Арденны. Департамент коммуны — Арденны. Входит в состав кантона Кариньян. Округ коммуны — Седан.
Код INSEE коммуны — 08485.
Коммуна расположена приблизительно в 230 км к востоку от Парижа, в 95 км северо-восточнее Шалон-ан-Шампани, в 45 км к юго-востоку от Шарлевиль-Мезьера.

## Население
Население коммуны на 2008 год составляло 183 человека.
| 1962 | 1968 | 1975 | 1982 | 1990 | 1999 | 2008 |
| ---- | ---- | ---- | ---- | ---- | ---- | ---- |
| 112  | 191  | 172  | 146  | 151  | 139  | 183  |

## Экономика

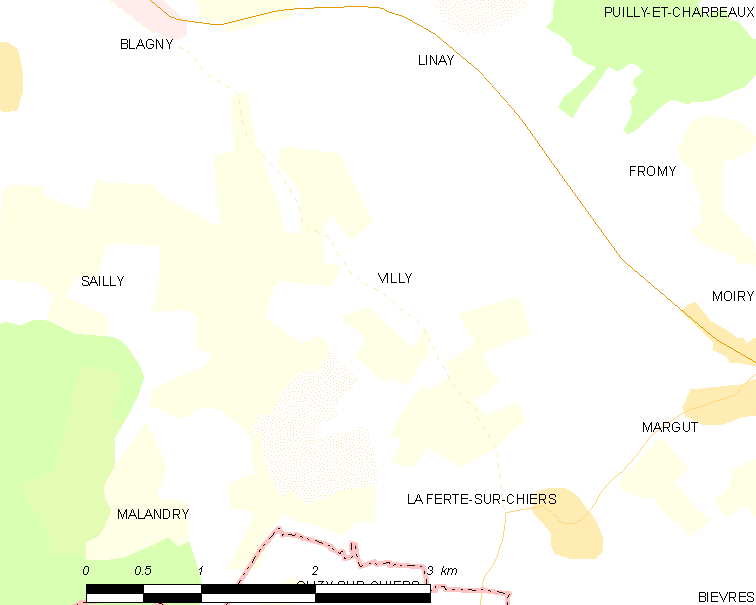
Карта коммуны

В 2007 году среди 106 человек в трудоспособном возрасте (15—64 лет) 88 были экономически активными, 18 — неактивными (показатель активности — 83,0 %, в 1999 году было 83,1 %). Из 88 активных работали 79 человек (42 мужчины и 37 женщин), безработных было 9 (5 мужчин и 4 женщины). Среди 18 неактивных 9 человек были учениками или студентами, 3 — пенсионерами, 6 были неактивными по другим причинам.

## Достопримечательности
- Участок линии Мажино. Исторический памятник с 1980 года.[3]